# Igreja Paroquial de São Sebastião (Figueira dos Cavaleiros)
A Igreja Paroquial de São Sebastião, igualmente conhecida como Igreja Paroquial de Figueira dos Cavaleiros, é um edifício religioso na aldeia de Figueira dos Cavaleiros, no concelho de Ferreira do Alentejo, em Portugal.

## Descrição e história
A Igreja está situada na aldeia de Figueira dos Cavaleiros, na confluência das ruas de Lisboa e da Igreja e do Largo da Igreja. É dedicada a São Sebastião.
A fachada principal é rasgada por um portal de verga recta, com por um frontão interrompido de forma triangular, encimado por uma cruz em estuque. A fachada termina numa empena triangular, com as abas pintadas em tons azuis, ornamentada por pináculos sobre os acrotérios, e coroada por um campanário central. Por cima do portal abre-se um óculo redondo. Adossada à fachada encontra-se uma torre sineira, de planta quadrada, com relógio, e com telhado em coruchéu de forma piramidal. Apresenta uma só nave, com cobertura em abóbada de berço dividida em em quatro tramos por arcos-diafragma. A capela-mor é de planta quadrangular, e também coberta por uma abóbada de berço, estando dividida da nave por um arco redondo. Destaca-se a presença de uma pia baptismal do século XVI, e os altares de Nossa Senhora do Rosário e de Nossa Senhora de Fátima, onde se encontram várias imagens de interesse, retratando Santa Ana e São Miguel Arcanjo, entre outras figuras.
Foi construída no século XVI, pela Ordem de Santiago da Espada, que era a proprietária da região de Ferreira do Alentejo. Ao longo da sua história, foi alvo de várias intervenções, que a modificaram profundamente, incluindo um restauro total no século XVII, durante o qual foram alterados os alçados exteriores. Em 1942 foi muito danificada por um incêndio, tendo-se perdido o retábulo em talha dourada do altar-mor, que era considerado como o mais monumental em todo o concelho.
Foi classificada como Imóvel de Interesse Municipal por deliberação camarária de 11 de Dezembro de 2002, decisão que foi publicada no Aviso n.º 7515/2003, de 1 de Setembro. No entanto, o Instituto Português do Património Arquitectónico considerou que a autarquia não possuía as competências necessárias para tal, pelo que reverteu a classificação.